# Fridolín Hoyer

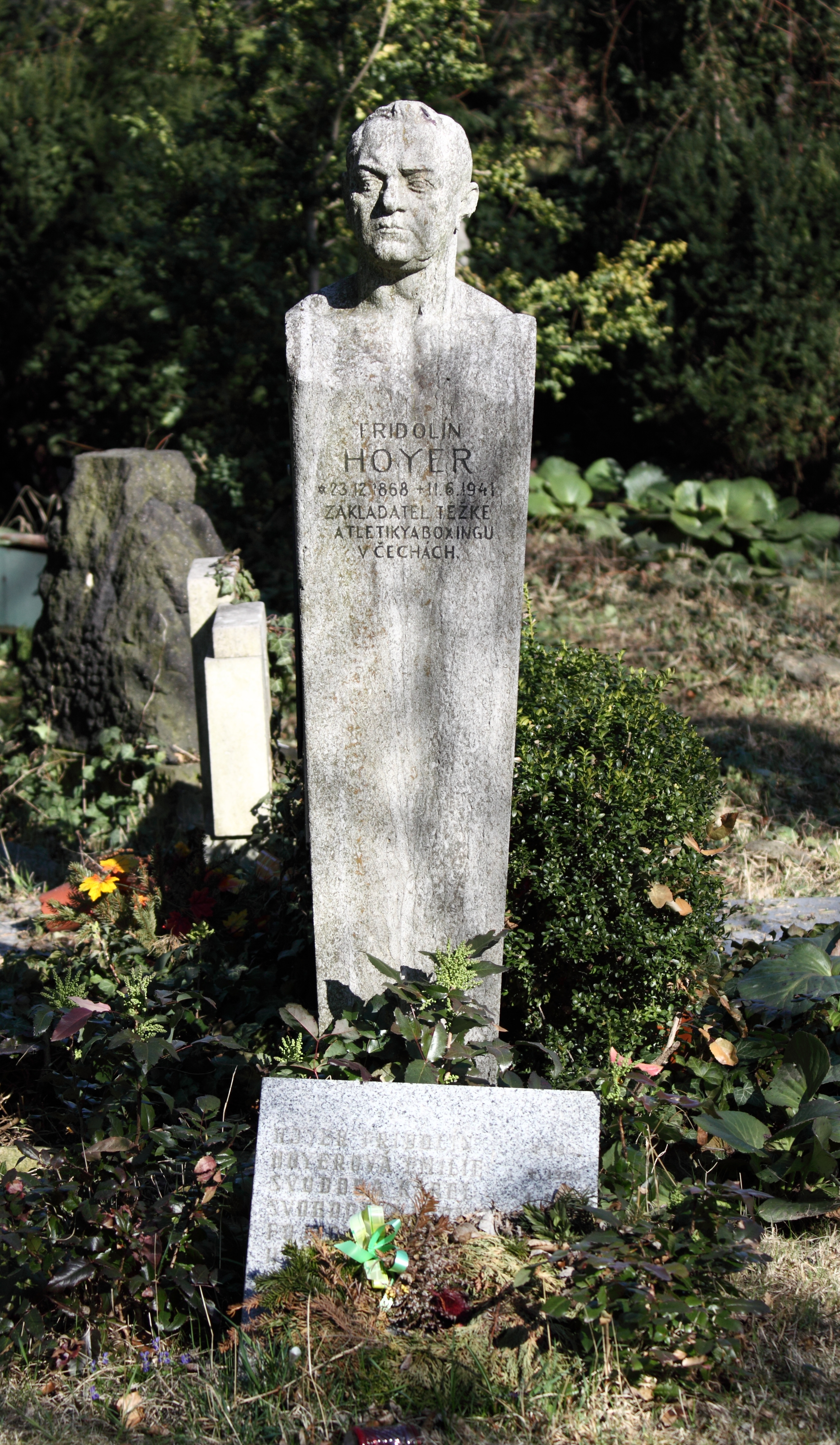
Hrob Fridolína Hoyera na pražském Vinohradském hřbitově

Fridolín Hoyer (23. prosince 1868 Žižkov – 11. června 1947 Praha) byl český průkopník sportů a významný představitel kulturistiky, vzpírání, fitnessu a boxu v českých zemích.

## Život
Narodil se na Žižkově. Byl aktivním členem karlínského Sokola. V roce 1895 založil spolu s Josefem Balejem Klub atletů Žižkov, první těžkoatletický oddíl v Čechách. V roce 1907 otevřel školu tělesné kultury, první zařízení svého druhu v tehdejším Rakousku-Uhersku. Jeho synem byl boxer, pozdější herec, tanečník a stepař, Jiří Hoyer.
Fridolín Hoyer zemřel roku 1947 na pražském Smíchově ve věku 78 let. Pohřben byl na Vinohradském hřbitově, hrob zdobí jeho busta.